# (28062) 1998 OZ11
1998 أو زد 11 (ويعرف أيضًا باسم (28062) 1998 أو زد 11 وفق تسمية الكوكب الصغير) (بالإنجليزية: 1998 OZ11)‏ هو كويكب ضمن حزام الكويكبات؛ وترتيبه 28062 من حيث الاكتشاف.
اكتُشف هذا الجُرم الفلكي بواسطة جون بروفتون في 22 يوليو 1998.

## وصلات خارجية
- (28062) 1998 OZ11 في قاعدة بيانات مختبر الدفع النفاث لأجرام النظام الشمسي الصغيرة

- الاكتشاف · مخطط المدار ·  العناصر المدارية · المعلمات المادية

- (28062) 1998 OZ11 على موقع ويكي سكاي: DSS2, SDSS, GALEX, IRAS, Hydrogen α, X-Ray, Astrophoto, Sky Map, Articles and images